# Tehama Inc.
Tehama (/təˈÉlɪmə/ tə-HENO-mə) es un Software como servicio(SaaS) canadiense con sede en Ottawa, Ontario.esto provee de una plataforma virtual en la nube una plataforma de virtualización de escritorio (DaaS) para el cambio seguro de trabajo por internet, permitiendo a las organizaciones a manejar de manera segura a sus trabajadores remotos, proveedores externos, y a freelancers, así como integrarlos al ambiente laboral .

## Historia
Tehama empezó como un Suite de herramientas y tecnología, permitiendo el trabajo por internet de manera segura a través de la fuerza laborar global y la clientela de Pythian (una empresa de servicios IT fundada en 1997). En septiembre de 2018, para ofrecer Tehama al público, el CEO y emprendedor Paul Vallée lanzó Tehama como un negocio subsidiario de Pythian.
En septiembre de 2019, en respuesta a la demanda de su plataforma, la unidad de Tehama se fue por su propio camino, independiente de Pythian. La financiación para esto fue dado por la firma de Capital inversión Mill point Capital, quién así obtuvo una participación mayoritaria en Pythian. Vallée dejó su posición en Pythian para convertirse en el CEO de Tehama.
Cuando uno de los servicios centrales de Tehama facilito el trabajo remoto, la compañía vio un notable aumento en el interés a partir de marzo de 2020 durante la pandemia de Covid-19, con un aumento considerable en relación con el anterior mes. mayo de 2020, habiendo visto que su base de clientes creció a más de 150, Tehama anunció que habría levantado $10 millones de dólares a partir de los fondos de la Serie A dirigida por OMERS Ventures.
En julio de 2020, Tehama condujo el Digital by Default Summit, una conferencia virtual con el tema de trabajo remoto, resaltándolo como una buena opción para la reactivación laborar en la pandemia por Covid-19.

## También mira
- Software como Servicio
- Plataforma como Servicio
- Desktop Como Servicio